# Michael Domsgen
Michael Domsgen (* 1967) ist ein deutscher evangelischer Theologe und Religionspädagoge.

## Leben
Von 1987 bis 1994 studierte er evangelische Theologie in Halle an der Saale (1994 erstes theologisches Examen (Diplom)), Jena, Bern, Kiel und Tübingen. Von 1994 bis 1997 hatte er ein Promotionsstipendium des Landes Sachsen-Anhalt.
Nach der Promotion 1997 zum Dr. theol. an der Universität Halle-Wittenberg (1998 Auszeichnung mit der Luther-Medaille) war er von 1997 bis 1999 Religionslehrer an Gymnasien in Hoyerswerda und Weißwasser. Das Gemeindevikariat (1998–2000) in Rietschen schloss er 2000 mit dem zweiten theologischen Examen in der Evangelischen Kirche der schlesischen Oberlausitz ab. Ordiniert wurde er 2000 in Magdeburg.
Von 2000 bis 2002 war Domsgen Schulpfarrer in Wernigerode und Dozent am Pädagogisch-Theologischen Institut Drübeck. Nach der 2002 erfolgten Zuerkennung der Anstellungsfähigkeit als Pfarrer war er von 2002 bis 2006 wissenschaftlicher Assistent an der Universität Münster. Nach dem Abschluss des Habilitationsverfahrens 2004 und der Verleihung der venia legendi für das Fach Religionspädagogik ist er seit 2006 Professor für Evangelische Religionspädagogik an der Theologischen Fakultät der Martin-Luther-Universität Halle-Wittenberg.
Seine Forschungsschwerpunkte sind Religionsunterricht in Ostdeutschland, Religionspädagogik im Kontext der Konfessionslosigkeit, religionspädagogische Theorie der Familie und Religionspädagogik in systemischer Perspektive.
2021 wurde er zum Mitglied des Rates der EKD gewählt.

## Schriften (Auswahl)
- Religionsunterricht in Ostdeutschland. Die Einführung des evangelischen Religionsunterrichts in Sachsen-Anhalt als religionspädagogisches Problem. Leipzig 1998, ISBN 3-374-01671-5.
- Familie und Religion. Grundlagen einer religionspädagogischen Theorie der Familie. Leipzig 2006, ISBN 3-374-02228-6.
- mit Frank M. Lütze: Schülerperspektiven zum Religionsunterricht. Eine empirische Untersuchung in Sachsen-Anhalt. Leipzig 2010, ISBN 978-3-374-02721-7.
- Religionspädagogik. Leipzig 2019, ISBN 978-3-374-05490-9.